# 多価関数

多価関数写像のイメージ。集合 X の要素 3 が集合 Y に含まれる複数の要素 b および c に移されるため、この写像は本当の意味での関数とは言えない。

多価関数（たかかんすう、英: multivalued function）とは、全域的な関係のひとつであり、一つの入力が与えられたときに一つあるいは複数の出力を得るものである。しかし現代的な定義での関数は写像の一種とみなされ、一つの入力があるときに出力を一つだけ得るものと定義されることが多く、この場合には多価関数を「関数」と呼ぶのは不適切となる（下記多価関数#歴史的経緯参照）。多価関数は単射でない関数から得ることができる。そのような関数では逆関数が定義できないが、逆関係 (inverse relation) はある。多価関数は、この逆関係に相当する。

## 例
- 0 より大きな実数、または 0 でない複素数について、その平方根を計算することができるが、これが多価関数である。4 の平方根は {+2, −2} という集合である。0 は多項式 x2 の根でその重複度が 2 あるため、0 の平方根は {0, 0} という多重集合である。

- 複素数には三個の立方根がある。立方根の計算も多価関数である。

- 複素対数関数は多価関数である。log 1  の値はすべての整数 n に対し 2πni と定義される。

- 三角関数は周期関数であるため、その逆関数は多価関数である。たとえば以下の関係

{\displaystyle \tan \left({\textstyle {\frac {\pi }{4}}}\right)=\tan \left({\textstyle {\frac {5\pi }{4}}}\right)=\tan \left({\textstyle {\frac {-3\pi }{4}}}\right)=\tan \left({\textstyle {\frac {(2n+1)\pi }{4}}}\right)=\cdots =1.}
を見ると、tan の逆関数である arctan について arctan(1) の値は π/4, 5π/4, −3π/4 などの複数の値をとる。ここで tan(x) の定義域をたとえば −π/2 < x < π/2 とする、つまり arctan(x) で −π/2 < arctan(x) < π/2 とすることによって、arctan を一価の関数とすることができる。この範囲を限定された定義域での関数値を主値とよぶ。
- ガウス関数, 床関数, 天井関数の逆関数は、整数を定義域とする無限多価関数である。

上記はすべて、単射でない関数の逆関数としての例である。つまり入力値が元の関数の写像によって移されて出力となるときに、入力に関する情報の一部が欠落してしまうために、出力から入力を再現できないのである。この場合、多価関数は元の関数の部分関数の逆関数であると言える。
複素数関数の多価関数は、分岐とよばれる点を持つ。たとえば n 次の平方根あるいは対数関数では、0 が分岐である。逆正接関数 (arctan) では実部が 0 で虚部が i または −i の点が分岐である。つまり分岐とは、その点を挟んで一方の領域では一価、他方の領域では多価になるという点である。したがって分岐における範囲制約をすることで、これらの多価関数を一価の関数として定義し直すことができる。二つの分岐を結ぶ曲線のうち適切なものを一つ、分枝切断として選ぶことで、その制約を行う区間も決まる。これは複数のリーマン面から一つの面だけを選ぶことである。実数関数の場合に、範囲を制約して定められた関数値を主値とよぶ。

## 種類
閉グラフ性や上および下の半連続性などの連続の概念の元で微分することができ (半連続性と訳している hemi-continuity という語は、場合によっては定義域で弱位相であるような場合で使うことがあるが、ここでは semi-continuity は実数の一価の関数についての半連続性で、多価関数の半連続性を hemi-continuity とする)、また多価関数の可測性にも複数の定義がある。

## 歴史的経緯
数学における関数という語から多価関数の意味が除かれて使われるようになったのは、20世紀前半のことである。ハーディの著作 A Course of Pure Mathematics で版によって使い方が変わっていることなどにそれが見て取れる。この本は特殊関数理論の便利な参考書で、非常に長い間出版されている。
体系的な多価関数論の研究は、1963年の C. Berge の本 ,,Topological spaces" が最初であるとされている。
物理学の分野では多価関数の用いられる場面が増えてきている。ディラックの磁気モノポールの数学的基礎の部分、物質の塑性を生む結晶中の格子欠陥の理論、超流動や超伝導における渦、これらの系における融解やクォークの閉じ込めといった相転移などである。これらは、物理学の多くの分野におけるゲージ場の構造の元となっている。

## 応用
多価関数は制御理論、特にゲーム理論における微分包含式 (differential inclusion, en) に関する問題に用いられる。この問題では多価関数に角谷の不動点定理 (Kakutani fixed point theorem, en) を適用してナッシュ均衡の存在を証明する。これと他の特性により、上半連続な多価関数を複数の連続関数で近似することができるため、下半連続であることよりも上半連続がより応用に適した性質であるとされる。
しかし、パラコンパクトな空間についてマイケルの選択定理が示す性質から、下半連続である多価関数には通常、連続選択が存在する。他に、ブレッサン・コロンボの直接連続選択 (Bressan-Colombo directional continuous selection)、クラトウスキ・リル=ナルゼウスキの可測選択 (Kuratowski–Ryll-Nardzewski measurable selection)、オーマンの可測選択 (Aumann measurable selection)、可約な写像 (decomposable map) のフリシュコウスキ選択 (Fryszkowski selection) などの選択定理も最適制御や微分包含式論で重要である。